# Provence Azur
Provence Azur était une chaîne de télévision locale diffusée dans la région Provence-Alpes-Côte d'Azur et ayant son siège à Marseille.

## Histoire
Provence Azur est lancée le 15 mai 2017. Elle émet sur la chaîne no 30 de la TNT locale. Choisie par le CSA parmi quatre candidatures, la chaîne a repris la fréquence d'ex-TV Sud Provence,.
La chaîne est rachetée par Altice Média et devient BFM Marseille Provence le 5 juillet 2021.

## Programmes
Provence Azur est principalement axée sur l'actualité autour de Marseille et ses alentours. Elle propose chaque jour un programme alternant journal télévisé, magazine, chronique. Voici quelques programmes qui s'articulent en semaine et le week-end : Le JT Région, Le JT Marseille, L'invité du jour, mais aussi des reportages comme C gourmand, Ça se visite, Ci né ma, Le mag mais aussi L'actu des médias.

## Organisation

### Direction
Depuis sa création en 2017, la direction est assurée par Hervé Raynaud.

### Données financières
Le budget de Provence Azur est de 1,25 million d'euros.

### Salariés
Nicolas Galup est le rédacteur en chef de la chaîne.

### Capital
15 % de publicité.